# Études d'ingénieurs en Belgique
En Belgique, les diplômes de master en science de l'ingénieur civil ou de bioingénieur sont délivrés par les universités. Les formations en sciences de l'ingénieur industriel par les hautes écoles de la Communauté française de Belgique, et par les universités en Communauté flamande. En outre, des formations en ingénieur de gestion sont organisées par les universités et par les hautes écoles. 
En Fédération Wallonie-Bruxelles et pour l'École royale militaire, les diplômés sont défendus par la Fédération royale d'associations belges d'ingénieurs civils, d'ingénieurs agronomes et de bioingénieurs (FABI) pour les universités ou par l'Union francophone des associations d'ingénieurs Industriels de Belgique (UFIIB) pour les ingénieurs industriels (issus de hautes écoles). En Communauté flamande, l'association de diplômés est l'ie-net.  
Les titres d'ingénieur civil, d'ingénieur industriel et de bioingénieur sont protégés par la loi et les diplômes obtenus s'inscrivent dans le cadre du Processus de Bologne visant l'harmonisation des diplômes et des grades.

## Formation
La formation comporte dans les trois cas cinq années d'études : trois années de bachelier constituent le 1er cycle et deux années de master constituent le 2e cycle au cours duquel s'acquière la spécialisation. Sans aucune valeur officielle, les ingénieurs diplômés belges peuvent ajouter le suffixe Ir à leur nom (ingénieurs civils, bioingénieurs) ou Ing. (ingénieurs industriels).
Le terme belge d'« ingénieur civil » prête à confusion en anglais. En effet, civil engineer signifie « ingénieur en construction » ou « ingénieur en génie civil ». De même, une confusion existe aussi pour les bioingénieurs, en anglais bioengineer désigne souvent un ingénieur spécialisé dans l'imagerie médicale.

## Institutions délivrantes
Les diplômes de master d'ingénieur civil sont délivrés par les universités belges suivantes :
- Université catholique de Louvain (UCLouvain) :
  - École polytechnique de Louvain
  - Faculté d'architecture, d'ingénierie architecturale et d'urbanisme
- Université de Liège (ULiège) : Faculté des sciences appliquées
- Université libre de Bruxelles (ULB) : École polytechnique de Bruxelles
- Université de Mons (UMons) : Faculté polytechnique de Mons
- École royale militaire (ERM) : Faculté polytechnique
- Université de Gand (UGent) : Faculté des sciences de l'ingénieur
- Katholieke Universiteit Leuven (KU Leuven) : Faculté des sciences de l'ingénieur
- Vrije Universiteit Brussel (VUB) : Faculté des sciences de l'ingénieur

En Communauté française de Belgique, les diplômes de master bioingénieur sont délivrés par les trois universités dites complètes :
- Faculté des bioingénieurs de l'Université catholique de Louvain (UCLouvain).
- La Faculté Gembloux Agro-Bio Tech de l'Université de Liège (ULiège ; anciennement Faculté universitaire des Sciences agronomiques de Gembloux).
- L'École interfacultaire de bioingénieurs de l'Université libre de Bruxelles (ULB).

En Communauté française de Belgique, les diplômes de Master en science de l'ingénieur industriel sont délivrés par les hautes écoles suivantes :
- Haute École Paul-Henri Spaak : Institut supérieur industriel de Bruxelles (ISIB), à Bruxelles.
- Haute École ICHEC - ECAM - ISFSC : École centrale des Arts et Métiers (ECAM Institut supérieur industriel), à Bruxelles.
- Haute École Lucia de Brouckère : Institut Meurice, à Bruxelles.
- Haute École Louvain en Hainaut  anciennement ISICHt de Mons et Charleroi.
- Haute École libre mosanne (HELMo) : Institut supérieur industriel Gramme, à Liège.
- Haute École de la Province de Liège : Institut supérieur industriel Liégeois (ISIL).
- Haute École Charlemagne : Institut Supérieur Industriel de Packaging, à Liège.
- Haute École Charlemagne : Instituts supérieurs industriels agronomiques de Huy et de Gembloux.
- Haute École provinciale du Hainaut Condorcet : Université du Travail, à Charleroi et Tournai ; Institut supérieur industriel agronomique, à Ath.
- Haute École de la Communauté française en Hainaut : Institut supérieur industriel à Mons.
- Haute École de Namur-Liège-Luxembourg (HENALLUX) : Ecole d'Ingénieurs Henallux - Pierrard, à Virton.
- Haute École Robert Schuman (HERS) : département des Sciences & Technologies, à Arlon.

Parmi ces institutions d'enseignement supérieur belges, les diplômes suivants sont délivrés :
- Ingénieur civil polytechnicien, des mines et géologue, en chimie et science des matériaux, physicien, électricien, électromécanicien orientation générale, électromécanicien orientation aéronautique, mécanicien, biomédical, en informatique, en informatique et gestion, en mathématiques appliquées, des constructions et architecte.
- Ingénieur industriel en industrie (polyvalent), en agronomie et gestion du territoire, en agro-industries et en horticulture, en électricité, en électronique, en informatique, en génie physique et nucléaire, en chimie, en biochimie, en mécanique, en électromécanique, en automatisation, en construction, géomètre.
- Bioingénieur en chimie et bio-industrie, en sciences et technologies de l'environnement, en sciences agronomiques.

L'accès aux études d'ingénieur civil est subordonné à la réussite d'un examen d'entrée tandis qu'il n'y a pas d'examen d'entrée pour l'accès aux études d'ingénieur industriel, de bioingénieur ou d'ingénieur de gestion.

## Signature de l'ingénieur civil
En Belgique, l'ingénieur civil peut préfixer son nom par l’abréviation "Ir." (avec un I majuscule et un point après le r. Bien qu'incorrecte grammaticalement, c'est l'abréviation reconnue par l'art. 1 §V de la loi belge sur la protection des titres d'enseignement supérieur du 11/09/1933).
L'ingénieur civil peut faire une demande de dérogation pour signer lui-même les plans de sa maison en vue de l'obtention d'un permis de bâtir. 